# آئوکی تاکه‌شی
آئوکی تاکه‌شی (به ژاپنی: 青木健) (زاده ۱۹۷۲ میلادی) یک پژوهشگر دینی و استاد دانشگاه هنر و فرهنگ شیزوئوکا (تا سال ۲۰۱۷) در ژاپن است و همچنین در بخش فرهنگ و زبان دانشگاه کیئو نیز عضویت دارد. وی در سال ۲۰۰۳ میلادی (تحقیق در زمینه استمرار مزدیسنا در دوران ساسانی و عقاید اسلامی-زرتشتی آذرکیوانیان در قرون وسطی) مدرک دکترا را از دانشگاه توکیو دریافت کرد. وی عضو پژوهش زبان و فرهنگ در دانشگاه کیئو است.

## کارها و اثرها
از سال ۲۰۰۷ میلادی چندین کتاب از وی در زمینه دین‌های باستانی ایران به چاپ رسیده‌است.
1. فراز و فرود مزدیسنا از دوره ساسانی تا امپراتوری گورکانی هند انتشارات توسویی شوبو، ۲۰۰۷
2. مزدیسنا کودانشا، ۲۰۰۸
3. تاریخ مزدیسنا. آریای باستان. قورن وسطی ایران. هند معاصر انتشارات توسویی شوبو، ۲۰۰۸
4. بازنویسی تاریخ مزدیسنا، ۲۰۱۹
5. آریایی‌ها کودانشا، ۲۰۰۹
6. دین مانی کودانشا، ۲۰۱۰
7. دین‌های باستانی مشرق زمین، ۲۰۱۲
8. بررسی ادبیات زرتشتی، مجموعه نسخه‌های خطی فارسی و نسخه‌های ایران و هند، ۲۰۱۲
9. تاریخ ایران باستان، ۲۰۲۰٫۸